# Aeroportul Rach Gia
Aeroportul Rach Gia (IATA: VKG, ICAO: VVRG) este un aeroport din Rạch Giá⁠(d), Kiên Giang⁠(d), Vietnam ce deservește zona Rạch Giá⁠(d). Aeroportul a fost tranzitat în 2014 de 33.544 de pasageri.
Situat la o altitudine de 5 m, aeroportul dispune de o singură pistă.